# کریس وودراف
 کریس وودراف (انگلیسی: Chris Woodruff؛ زاده ۲ ژانویهٔ ۱۹۷۳) یک تنیس‌باز اهل ایالات متحده آمریکا است.